# Khởi hành (phim hoạt hình 1979)
Khởi hành (tiếng Nga: Вам старт !) là một phim hoạt họa giả tưởng do Lev Shukalyukov đạo diễn, xuất phẩm năm 1979 tại Minsk.

## Lịch sử
Truyện phim phỏng theo một tứ thơ của R. Tarmola, nêu một giả thiết liên hệ hiện tượng rối loạn ý thức thường gặp khi tồn tại quá lâu trong khoảng không vũ trụ.

## Nội dung
Trong cơn hỗn loạn nhận thức, một phi hành gia bỗng nhớ lại những ảnh hình trong trẻo thuở ấu thơ, khi ông còn là cậu bé thả diều bắt bướm ngoài bến sông. Lúc về tới địa cầu và tỉnh giấc, phi công bắt gặp chính mình qua vóc dáng một em nhỏ đang nô giỡn trên thảm cỏ. Em bé lại đang mơ về tương lai trở thành phi hành gia khám phá vũ trụ.

## Kĩ thuật
- Điều phối: Yury Miltner
- Họa sĩ: Vyacheslav Tarasov